# Alliance démocratique
Die Alliance Démocratique (AD; übersetzt „Demokratische Allianz“) war eine liberale, republikanische und laizistische Mitte-rechts-Partei in der Dritten Französischen Republik. Sie wurde 1901 als Alliance républicaine démocratique (ARD) gegründet, benannte sich 1911 in Parti républicain démocratique (PRD) um, 1917 zurück in ARD, 1920 in Parti républicain démocratique et social (PRDS) und 1926 schließlich in AD. Neben der Parti radical war sie in dieser Phase Hauptstütze der meisten Regierungen. Mit Émile Loubet, Armand Fallières, Raymond Poincaré, Paul Deschanel und Albert Lebrun stellte sie fünf Staatspräsidenten.

## Geschichte

### 1901–1918
Die ARD ging aus dem linken Flügel der „gemäßigten Republikaner“ (Républicains modérés) hervor. Der rechte Flügel bildete dagegen die Fédération républicaine. Beide Parteien hatten keine festen Strukturen, sondern waren eher lockerere Wahlvereine. Anders als die Fédération républicaine schloss sich die ARD mit der Parti républicain, radical et radical-socialiste sowie unabhängigen Sozialisten zum Bloc des gauches zusammen, der die Regierung von Pierre Waldeck-Rousseau stützte. Waldeck-Rousseau hatte auch die Gründung der ARD initiiert. Ihr erster Vorsitzender war Adolphe Carnot.

### 1918–1928
Nach Kriegsende ging die ARD 1919 ein Bündnis mit der Fédération républicaine, Parti radical und Parti républicain-socialiste unter dem Namen Bloc national ein, um mit gemeinsamen Listen zur Parlamentswahl anzutreten und vereint Lösungen für die Herausforderungen der Nachkriegszeit zu finden. Entsprechend ihrer heterogenen Zusammensetzung und schwachen Institutionalisierung bildeten die Abgeordneten der inzwischen in PRDS und später AD umbenannten Partei keine gemeinsame parlamentarische Gruppe, sondern schlossen sich bis zu vier verschiedenen Fraktionen an. Dabei ging es weniger um Differenzen in inhaltlichen Fragen, als um persönliche Beziehungen, Alter und parlamentarische Erfahrungen sowie die Steigerung der eigenen Chancen auf Ausschussplätze. Zudem entsprachen die Fraktionen im Abgeordnetenhaus nicht denen im Senat. Die AD und ihr nahestehende Gruppen verwendeten die Bezeichnung Gauche („Linke“), weil sie sich in der Tradition der republikanischen „Linken“ des 19. Jahrhunderts sah. Ihre Position wurde aber durch eine Verschiebung des politischen Systems nach links (Verschwinden der monarchistischen Rechten und Aufkommen der Sozialisten) als rechts der Mitte wahrgenommen. In der Regierung des Bloc national stellte die ARD bzw. PRDS 1920–21 mit Georges Leygues und 1922–24 mit Raymond Poincaré den Premierminister. Dazwischen war Aristide Briand vom Parti radical Regierungschef.
Nach dem Zerbrechen des Bloc national, der sowohl Mitte-rechts- als auch Mitte-links-Kräfte vereinigt hatte, war die PDRS/AD ab 1924 in der Opposition gegen die Regierung des Cartel des gauches aus Parti radical et radical-socialiste, Parti républicain-socialiste und SFIO. Nach deren Scheitern 1926 konnte sie dagegen einen Teil der Linksliberalen auf ihre Seite ziehen und mit der Fédération républicaine eine Mitte-rechts-Koalition (Union nationale) bilden und mit Poincaré wieder den Premierminister stellen.

### 1928–1940
Bei den Parlamentswahlen 1928 wurde die AD gestärkt und konnte ihre Sitzzahl von etwa 80 auf über 120 ausbauen. Nach Poincarés Ausscheiden aus der Politik konnte die AD 1929–30 und erneut 1932 mit André Tardieu einen weiteren Premierminister stellen. Im Anschluss an die Parlamentswahl 1932 war sie dagegen wieder in der Opposition gegen eine Neuauflage des Cartel des gauches. Dagegen wurde 1934 die Union nationale wiederbelebt, in der die AD 1934–35 mit ihrem Parteichef Pierre-Étienne Flandin den Regierungschef stellte.
Jüngere Kräfte in der AD wie Flandin und Paul Reynaud waren bemüht, ihre Organisationsstruktur und Parteidisziplin zu stärken. Die Partei gab sich 1933 ein neues Statut, bildete Regionalkomitees, einen Disziplinarausschuss und gab in der Folgezeit an, 20.000 Mitglieder zu haben. Ihre Abgeordneten verfuhren aber weiterhin mit der Mentalität eines traditionellen Notabelnvereins. Eine gemeinsame Linie ließ sich, auch in wichtigen politischen Fragen, nicht durchsetzen.
Bei der Parlamentswahl 1936 siegte dann die linke Volksfront (Front populaire) und stellte die Regierung unter Léon Blum, die AD war in der Opposition und kritisierte vor allem die Wirtschaftspolitik der Regierung scharf. Ab 1938 war die AD noch einmal an der Regierung unter Édouard Daladier beteiligt. Sie unterstützte dessen Appeasement-Politik gegenüber Nazi-Deutschland. Ihr Vorsitzender Flandin übersandte Hitler nach dem Münchner Abkommen sogar ein Glückwunschtelegramm. Daraufhin trat Paul Reynaud aus der Partei aus, der zu der Zeit Finanzminister war und zwischen März und Juni 1940 kurzfristig Ministerpräsident wurde. In seine Amtszeit fiel der für Frankreich vernichtende Westfeldzug der deutschen Wehrmacht. Er trat nach dem Zusammenbruch Frankreichs zurück und die Mehrheit in der Nationalversammlung, einschließlich der AD, übertrug Marschall Philippe Pétain unbegrenzte Vollmachten. Pierre-Étienne Flandin wurde Außenminister und Vizepremier in Pétains Vichy-Regime.

### ADS
Die Action démocratique et sociale (Demokratische und Soziale Aktion (ADS)) war eine Fraktion in der Abgeordnetenkammer, die 1928 von der Alliance démocratique gegründet wurde. Sie umfasste 31 Abgeordnete (darunter Paul Reynaud), die auf dem rechten Flügel der ARD angesiedelt waren. Sie profitierte auch von der Annäherung mehrerer rechtsgerichteter Abgeordneter aus der Fédération républicaine, die sich von der ARD abgewandt hatten. Einige von ihnen fanden sich daher in der Fraktion der ADS wieder, die den konservativsten Flügel des parlamentarischen Nebels der Allianz bildete.

### Résistance und Nachkriegszeit
Ab 1943 war die AD dagegen mit Joseph Laniel im Conseil national de la Résistance vertreten. Nach Kriegsende bildete sie mit der Parti radical, der Union démocratique et socialiste de la Résistance und weiteren, kleineren Parteien das Rassemblement des gauches républicaines (RGR). Die meisten AD-Mitglieder, die der Résistance angehörten hatten, verließen die Partei jedoch in den Jahren 1945 und 1946 und schlossen sich der Parti républicain de la liberté (PRL) an. Die verbleibende AD war eine streng antikommunistische Kleinpartei, die Vichy-Kollaborateure verteidigte und bei Wahlen und im Parlament keine Rolle mehr spielte.